# Списак првака Краљевине Југославије у веслању
Југословенски веслачки савез основан је 13. августа 1922. године у Љубљани.
Оснивачкој скупштини присуствовали су делегати 12 клубова:
- Поморски спортски клуб Балуни из Сплита (1920),
- Веслачки клуб Београд (1922),
- Поморски спортски клуб Фируле из Сплита (1920),
- Југославенски поморски спортски клуб Гусар из Сплита (1914),
- Хрватски веслачки клуб Загреб (1912),
- Веслачки клуб Јадран из Сушака (1922),
- Веслачки клуб Јадран из Задра (1908),
- Веслачки клуб Нептун из Осијека (1907),
- Спортски клуб Олимпија из Карловца (1908),
- Љубљански шпортни клуб (1908),
- Торонталски веслачки клуб из Великог Бечкерека (1883) и
- Веслачки клуб Вуковар (1912).

На Скупштини је изгласан Правилник савеза. Одређено је да седиште буде у Београду. Изгласана је намера да се поднесе пријава за чланство у Међународној федерацији веслачких савеза (ФИСА). Одређена је и чланарина за клубове од 100 динара годишње.
Једногласно је изгласано вођство Савеза. Председник је постао Бора Пајевић (Београд), потпредседник Владо Андрашевић (Загреб), секретар др Ћирил Жижек (Љубљана - Београд), благајник Бошко Марковић (Београд), вођа Густав Јанда (Осијек), као и по пет одборника и њихових заменика.
Првим чланом Правилника било је одређено да се државно првенство одржава пре Европског првенства за репрезентације. Победнички тим у одређеној категорији би представљао тим Југославије на такмичењу Старог континента.
У Савез се касније те године учланио Веслачки клуб Данубијус из Новог Сада (1885), а 1923. то је учинио и Веслачки и јахтинг клуб Адрија из Сплита (1890).

## Сва првенства Краљевине Југославије у веслању
Прво надметање за државног првака одржано је 1923. године у Цриквеници. Последњи шампионат одржан је 1940. године. 
Током Другог светског рата, када је Краљевина Југославија била окупирана од стране нацистичке Немачке, фашистичке Италије, као и њихових савезника Мађарске, Бугарске и Албаније, Савез није постојао. Самим тим нису одржавана првенства земље.
Прве године, односно 1923. одржана су такмичења у две категорије: четверац с кормиларом и скиф
Следеће, 1924. године одржан је први осмерац.
Потоње, 1925. године, уведене су још две категорије: дубл скул и двојац без кормилара.
Коначно, 1926. године у оквиру првенства уведене су и трке двојца с кормиларом и четверца без кормилара.
| Година | Место одржавања | Четверац с кормиларом | Скиф                          | Осмерац             | Дубл скул               | Двојац без кормилара      | Двојац с кормиларом | Четверац без кормилара    |
| --- | --------------- | --------------------- | ----------------------------- | ------------------- | ----------------------- | ------------------------- | ------------------- | ------------------------- |
| 1923 | Цриквеница      | ВК Гусар Сплит        | ВК Јадран Сушак (1)           | -                   | -                       | -                         | -                   | -                         |
| 1924 | Сплит           | ВК Гусар Сплит        | -                             | ВК Гусар Сплит      | -                       | -                         | -                   | -                         |
| 1925 | Београд         | ВК Гусар Сплит        | ХВК Загреб                    | ВК Гусар Сплит      | ХВК Загреб              | ВК Данубијус Нови Сад     | -                   | -                         |
| 1926 | Нови Сад        | ВК Гусар Сплит        | ХВК Загреб                    | ВК Гусар Сплит      | ХВК Загреб              | ВК Данубијус Нови Сад (2) | ВК Гусар Сплит      | ВК Данубијус Нови Сад (1) |
| 1927 | Сплит           | ВК Гусар Сплит        | ХВК Загреб                    | ВК Крка Шибеник     | ХВК Загреб              | ХВК Загреб (1)            | ВК Гусар Сплит      | ХВК Загреб                |
| 1928 | Суботица        | ВК Дунав Панчево      | ХВК Загреб                    | ВК Крка Шибеник     | -                       | ВК Гусар Сплит            | ВК Гусар Сплит      | ВК Крка Шибеник           |
| 1929 | Београд         | ВК Крка Шибеник       | ХВК Загреб (5)                | ВК Гусар Сплит      | ХВК Загреб              | ВК Гусар Сплит            | ВК Гусар Сплит      | ВК Крка Шибеник           |
| 1930 | Блед            | ВК Дунав Панчево      | ВК Гусар Сплит                | ВК Крка Шибеник     | ВК Гусар Сплит          | ВК Београд                | ВК Београд          | ВК Дунав Панчево          |
| 1931 | Београд         | ВК Дунав Панчево (3)  | Спортски боб клуб Београд     | ВК Гусар Сплит      | ВК Гусар Сплит          | ВК Гусар Сплит            | ВК Гусар Сплит      | ВК Дунав Панчево (2)      |
| 1932 | Београд         | ВК Гусар Сплит        | ВК Смедерево                  | ВК Крка Шибеник     | ВК Гусар Сплит          | ВК Београд                | ВК Београд          | ХВК Загреб (2)            |
| 1933 | Сплит           | ВК Крка Шибеник       | ВК Гусар Сплит                | ВК Крка Шибеник     | ХВК Загреб              | ВК Гусар Сплит            | ВК Гусар Сплит      | ВК Крка Шибеник           |
| 1934 | Београд         | ВК Гусар Сплит        | ВК Смедерево (2)              | ВК Гусар Сплит      | ВК Гусар Сплит          | ВК Београд                | ВК Београд (3)      | ВК Гусар Сплит            |
| 1935 | Београд         | ВК Гусар Сплит (8)    | ВК Гусар Сплит                | ВК Крка Шибеник     | ХВК Загреб (6)          | ВК Гусар Сплит            | ВК Гусар Сплит      | ВК Београд (1)            |
| 1936 | Београд         | ВК Крка Шибеник       | ВК Гусар Сплит (4)            | ВК Крка Шибеник     | ВК Гусар Сплит (5)      | ВК Гусар Сплит            | ВК Гусар Сплит (8)  | ВК Гусар Сплит            |
| 1937 | Шибеник         | ХВК Сплит             | ХВК Сплит (1)                 | ВК Крка Шибеник     | ВК Београд (1)          | ВК Београд (4)            | ХВК Сплит           | ХВК Сплит                 |
| 1938 | Смедерево       | ХВК Сплит             | ВК Сартид Смедерево           | ХВК Сплит (1)       | ВК Сартид Смедерево     | ВК Гусар Сплит            | ХВК Сплит (2)       | ВК Гусар Сплит (3)        |
| 1939 | Београд         | ВК Крка Шибеник (4)   | Спортски боб клуб Београд (2) | ВК Крка Шибеник (9) | ВК Сартид Смедерево     | ВК Гусар Сплит            | ВК Крка Шибеник     | ВК Крка Шибеник (4)       |
| 1940 | Дубровник       | ХВК Сплит (3)         | ВК Сартид Смедерево (2)       | ВК Гусар Сплит (7)  | ВК Сартид Смедерево (3) | ВК Гусар Сплит (9)        | ВК Крка Шибеник (2) | ХВК Сплит (2)             |
| У загради је наведен укупни број наслова државног првака који је конкретни клуб освојио у одређеној дисциплини. |                 |                       |                               |                     |                         |                           |                     |                           |

## Успешност клубова по категоријама
| Категорије | Укупно одржано првенставава | 1.                  | 2.                  | 3.                            | 4.                  | 5.            | 6.                        | 7.             |
| --- | --------------------------- | ------------------- | ------------------- | ----------------------------- | ------------------- | ------------- | ------------------------- | -------------- |
| Четверац с кормиларом | 18                          | ВК Гусар Сплит (8)  | ВК Крка Шибеник (4) | ВК Дунав Панчево (3)          | ХВК Сплит (3)       |               |                           |                |
| Скиф | 17                          | ХВК Загреб (5)      | ВК Гусар Сплит (4)  | Спортски боб клуб Београд (2) | ВК Смедерево (2)    | ВК Сартид (2) | ВК Јадран Сушак (1)       | ХВК Сплит (1)  |
| Осмерац | 17                          | ВК Крка Шибеник (9) | ВК Гусар Сплит (7)  | ХВК Сплит (1)                 |                     |               |                           |                |
| Дубл скул | 15                          | ХВК Загреб (6)      | ВК Гусар Сплит (5)  | ВК Сартид Смедерево (3)       | ВК Београд (1)      |               |                           |                |
| Двојац без кормилара | 16                          | ВК Гусар Сплит (9)  | ВК Београд (4)      | ВК Данубијус Нови Сад (2)     | ХВК Загреб (1)      |               |                           |                |
| Двојац с кормиларом | 15                          | ВК Гусар Сплит (8)  | ВК Београд (3)      | ХВК Сплит (2)                 | ВК Крка Шибеник (2) |               |                           |                |
| Четверац без кормилара | 15                          | ВК Крка Шибеник (4) | ВК Гусар Сплит (3)  | ВК Дунав Панчево (2)          | ХВК Загреб (2)      | ХВК Сплит (2) | ВК Данубијус Нови Сад (1) | ВК Београд (1) |
| У загради је наведен укупни број наслова државног првака који је конкретни клуб освојио у одређеној дисциплини.                                   |                             |                     |                     |                               |                     |               |                           |                |
| Када више клубова има исти број титула, први је наведен онај који је први стигао до укупног броја наслова државног првака у одређеној дисциплини. |                             |                     |                     |                               |                     |               |                           |                |

## Свеукупна успешност клубова
У осамнаест година првенственог веслања у Краљевини Југославији одржано је 113 финалних трка у којој је победе односило 11 различитих клубова.
| Место | Клуб                      | Број титула преко свих категорија | Година последње освојене титуле |
| --- | ------------------------- | --------------------------------- | ------------------------------- |
| 1. | ВК Гусар Сплит            | 44                                | 1940.                           |
| 2. | ВК Крка Шибеник           | 19                                | 1940.                           |
| 3. | ХВК Загреб                | 14                                | 1940.                           |
| 4. | ВК Београд                | 9                                 | 1937.                           |
| 5. | ХВК Сплит                 | 9                                 | 1940.                           |
| 6. | ВК Дунав Панчево          | 5                                 | 1931.                           |
| 7. | ВК Сартид Смедерево       | 5                                 | 1940.                           |
| 8. | ВК Данубијус Нови Сад     | 3                                 | 1940.                           |
| 9. | ВК Смедерево              | 2                                 | 1934.                           |
| 10. | Спортски боб клуб Београд | 2                                 | 1939.                           |
| 11. | ВК Јадран Сушак           | 1                                 | 1923.                           |
| Када више клубова има исти број титула, први је наведен онај који је први стигао до укупног броја наслова државног првака. |                           |                                   |                                 |